# Doncourt-aux-Templiers
Doncourt-aux-Templiers é uma comuna francesa na região administrativa de Grande Leste, no departamento de Meuse. Estende-se por uma área de 6,18 km². Em 2010 a comuna tinha 61 habitantes (densidade: 9,9 hab./km²).